# Etlingera harmandii
Etlingera harmandii är en enhjärtbladig växtart som först beskrevs av François Gagnepain, och fick sitt nu gällande namn av Rosemary Margaret Smith. Etlingera harmandii ingår i släktet Etlingera och familjen Zingiberaceae. Inga underarter finns listade i Catalogue of Life.